# Chile nos Jogos Olímpicos de Verão de 2004
O Chile competiu nos Jogos Olímpicos de Verão de 2004, em Atenas, na Grécia.

## Desempenho

### Natação
Masculino
| Atleta(s)         | Evento       | Eliminatórias | Eliminatórias | Semifinal | Semifinal | Final       | Final       |
| Atleta(s)         | Evento       | Tempo         | Posição       | Tempo     | Posição   | Tempo       | Posição     |
| ----------------- | ------------ | ------------- | ------------- | --------- | --------- | ----------- | ----------- |
| Giancarlo Zolezzi | 1500 m livre | 16min00s52    | 30º           |           |           | Não avançou | Não avançou |

### Remo
Masculino
| Equipe        | Evento        | Eliminatórias | Eliminatórias | Repescagem | Repescagem | Semifinal | Semifinal | Final   | Final                |
| Equipe        | Evento        | Tempo         | Posição       | Tempo      | Posição    | Tempo     | Posição   | Tempo   | Posição (Pos. final) |
| ------------- | ------------- | ------------- | ------------- | ---------- | ---------- | --------- | --------- | ------- | -------------------- |
| Óscar Vásquez | Skiff simples | 7m38s04       | 5º R          | 7m06s51    | 3º S D/E   | 7m27s11   | 2º FD     | 7m10s75 | 5º (23º)             |